# Martin Otterbeck
Martin Otterbeck (* 1965) ist ein norwegischer Kameramann.

## Leben
Otterbeck schloss sein Studium an der Oslo Film og TV-akademi 1996 ab. Er begann seine Karriere um das Jahr 2000, zunächst als Camera Operator und zweiter Kameramann. Bald folgten erste Arbeiten als eigenständiger Kameramann an verschiedenen Film- und Fernsehproduktionen in Norwegen und anderen skandinavischen Ländern. Seine Arbeit am in einer 72-minütigen Plansequenz gedrehten Filmdrama Utøya 22. Juli brachte ihm 2018 beim Europäischen Filmpreis 2018 den Jurypreis für die Beste Kamera ein. Für die gleiche Arbeit war er für die Amanda für die beste Kamera nominiert. Neben seiner Arbeit an Film- und Fernsehproduktionen arbeitet Otterbeck auch für Reality-Shows wie 71° Nord.
Otterbeck ist Mitglied der European Film Academy und der Foreningen Norske Filmfotografer. Er lebt in Oslo und auf der Inselgruppe Lofoten.

## Filmografie (Auswahl)
- 2000: Et positivt liv (Dokumentarfilm)
- 2001: Det går en kjempe gjennom landet (Dokumentarfilm)
- 2003: Play
- 2006: Håndballaget Raballder (Dokumentarserie)
- 2011: Best av de beste (Fernsehserie)
- 2017: Det norske hus
- 2018: Per Fugelli: Siste resept (Dokumentarfilm)
- 2018: Utøya 22. Juli (Utøya 22. juli)
- 2018: En bit av Norden (Fernsehserie)
- 2019: Descent into the Maelstrom (Dokumentarfilm)
- 2020: Rachel Khoo: My Swedish Kitchen (Fernsehserie, 6 Episoden)
- 2020: Dear dad (Dokumentarfilm)
- 2020: Else og Odd (Dokumentarfilm)